# Salpis felderi
Salpis felderi är en fjärilsart som beskrevs av Butler 1882. Salpis felderi ingår i släktet Salpis och familjen mätare. Inga underarter finns listade.